# Đức Xuân (phường)
Đức Xuân là một phường của tỉnh Thái Nguyên, Việt Nam. Đây từng là khu vực thủ phủ của tỉnh Bắc Kạn giai đoạn 1997-2025.

## Địa lý
Phường Đức Xuân có vị trí địa lý:
- Phía đông giáp xã Cẩm Giàng
- Phía tây giáp phường Bắc Kạn và xã Phong Quang
- Phía nam giáp phường Bắc Kạn
- Phía bắc giáp xã Cẩm Giàng.

Phường Đức Xuân có diện tích 34,46 km², dân số năm 2025 là 22.660 người.

## Lịch sử
Tháng 6 năm 2025, phường Đức Xuân được thành lập trên cơ sở nhập toàn bộ diện tích tự nhiên, quy mô dân số của phường Nguyễn Thị Minh Khai (diện tích tự nhiên là 12,71 km², dân số là 6.266 người), phường Huyền Tụng (diện tích tự nhiên là 16,20 km², dân số là 5.278 người) và phường Đức Xuân (diện tích tự nhiên là 5,55 km², dân số là 11.116 người) của thành phố Bắc Kạn.

## Hành chính
Đến năm 2019, phường Đức Xuân có các tổ dân phố số 1A, 1B, 2, 3, 4, 6, 7, 8A, 8B, 9A, 9B, 10A, 10B, 11A, 11B, 11C, 12, 13.
Phường Nguyễn Thị Minh Khai có các tổ dân phố số 1, 2, 3, 4, 5, 6, 7, 8, 9, 10, 11, 12, 13, 14, 15, 16, 17.
Phường Huyền Tụng có các tổ dân phố Khuổi Thuổm, Khuổi Lặng, Nà Pài, Giao Lâm, Lâm Trường, Đon Tuấn - Khuổi Dủm, Khuổi Mật, Xây Dựng, Pá Danh, Nà Pèn, Bản Cạu, Nà Pam, Chí Lèn, Khuổi Hẻo, Phiêng My, Khuổi Pái, Tổng Nẻng, Bản Vẻn.